# Le chandail de hockey
„Le chandail de hockey“ (dt. „Der Hockey-Pullover“) ist eine autobiografische Kurzgeschichte des franko-kanadischen Autors Roch Carrier aus dem Jahre 1979. Hierin beschreibt Carrier, wie er als kleiner Junge im ländlichen Québec gezwungen wird, inmitten vieler Fans der Montréal Canadiens mit Superstar Maurice Richard ein Trikot des Erzrivalen Toronto Maple Leafs anzuziehen, und deswegen ausgelacht wird. Die Geschichte erreichte in Kanada Kultstatus, wurde vom National Film Board of Canada als Zeichentrickfilm für Schulen verfilmt, und Auszüge der Kurzgeschichte schmücken seitdem den kanadischen Fünf-Dollar-Schein.

## Inhaltsangabe

Traditionelles Trikotdesign der Toronto Maple Leafs (blau) und der Montréal Canadiens (rot)

Carrier erzählt, wie er als kleiner Junge – wie alle seine Freunde im ländlichen Québec – riesiger Fan der Montréal Canadiens um Maurice Richard ist. Es ist Ehrensache, Haare, Schläger und Schuhe wie Richard zu haben und beim Eishockeyspiel das rot-blaue Canadiens-Trikot mit Richards Trikotnummer 9 zu tragen. Eines Tages ist Roch zu groß für seinen alten Hockey-Pullover. Seine Mutter bestellt ihm beim anglo-kanadischen Kleidungshersteller Eaton’s in Toronto ein neues Canadiens-Trikot. Zu Rochs Entsetzen wird ihm aber ein blau-weißes Trikot des Erzfeindes Toronto Maple Leafs geschickt. Als er es zurückschicken will, zwingt ihn seine Mutter, es trotzdem zu tragen. Sie führt an, dass der anglo-kanadische (=mächtige) Herr Eaton wütend sein würde, wenn ein franko-kanadisches (=zweitrangiges) Kind solche Ansprüche an ihn stellt. Mit dem Leafs-Trikot macht sich Roch vor all seinen Freunden zum Idioten und wird geschnitten. Vor Ärger zerschmettert er seinen Schläger, und der wütende Pastor schickt ihn in die Kirche, um um Gottes Gnade zu beten. Stattdessen betet Roch um „eine Million Motten“, damit sie sein verhasstes Trikot zerfressen und er endlich ein neues bekommt.

## Bedeutung

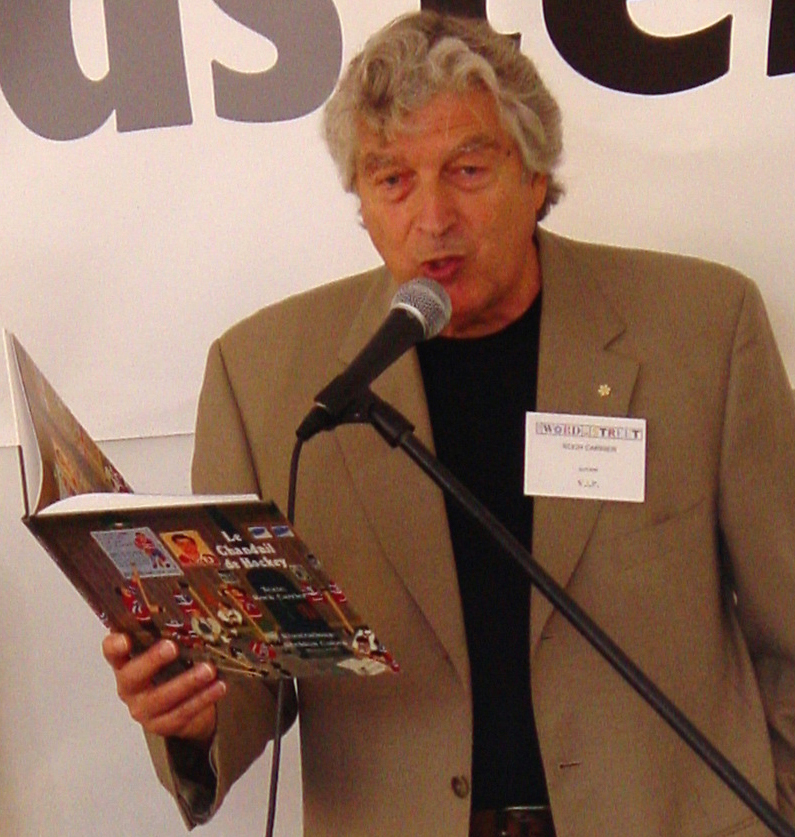
Roch Carrier liest 2006 aus Le chandail de hockey vor

Die Geschichte gilt als Allegorie auf die oftmals problematischen Verhältnisse zwischen Franko-Kanadiern (verkörpert durch die Canadiens) und Anglo-Kanadiern (verkörpert durch die Maple Leafs). Franko-Kanadier wurden damals als zweitrangig betrachtet, und Anglo-Kanadier waren dominant. Außerdem ist die Story eine Hommage auf die Sportart Eishockey als Teil der nationalen Identität. Die Geschichte wird in Schulen regelmäßig gelesen und ist trotz des eher jungen Alters (veröffentlicht 1979) ebenfalls Teil kanadischer Kultur geworden.
Das Zitat „Nous vivions en trois lieux : l’école, l’église et la patinoire; mais la vraie vie était sur la patinoire.“ („Wir lebten an drei Orten: der Schule, der Kirche und der Eislauffläche, aber das wahre Leben war auf der Eislauffläche.“) aus der Kurzgeschichte ist auf dem kanadischen Fünf-Dollar-Schein zu sehen.